# Niederdhünn

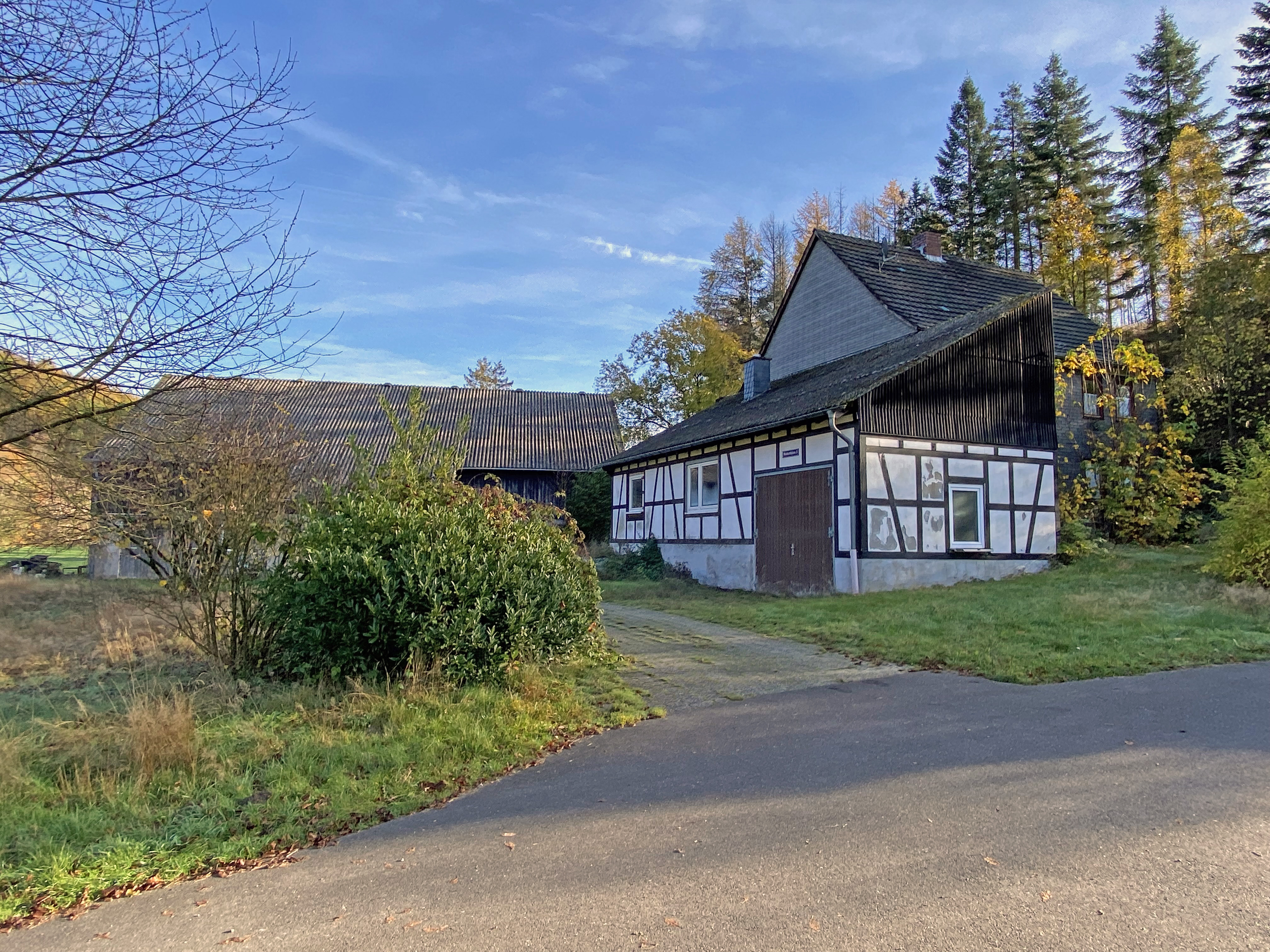
Hof in Niederdhünn

Niederdhünn ist eine Ortschaft in der Gemeinde Wipperfürth im Oberbergischen Kreis im Regierungsbezirk Köln in Nordrhein-Westfalen (Deutschland).

## Lage und Beschreibung
Der Ort liegt im Südwesten der Stadt Wipperfürth nahe der Stadtgrenze zu Hückeswagen am Bach Große Dhünn. Bei Niederdhünn münden der den Ort durchfließende Niederdhünner Bach, der Hardtbach, der Hügelbach, der Kohlsiefen, der Pangsiefen in der Großen Dhünn. Nachbarorte sind Rautzenberg, Arnsberg, Lamsfuß, Niederburghof, Odenholl und Odenhollermühle. 
Der Ort gehört zum Gemeindewahlbezirk 160 und damit zum Wahlbezirk 16 Wipperfeld.

## Geschichte
Die urkundliche Ersterwähnung von Dhünn als „Dune“ 1189 ist unsicher, da es weitere Orte namens Dhünn (Wermelskirchen-Dhünn, Wipperfürth-Dhünn) im Nahbereich gibt. Die Karte Topographia Ducatus Montani aus dem Jahre 1715 zeigt einen Hof und bezeichnet diese mit „Dünn“. Die Topographische Aufnahme der Rheinlande von 1824 zeigt unter dem Namen „Hof Dhünn“ fünf getrennt voneinander liegende umgrenzte Hofräume. In der Preußischen Uraufnahme von 1840 lautet die Ortsbezeichnung „Nd.Dhünn“.

## Wanderwege
Der vom SGV ausgeschilderte Rundwanderweg A4 führt durch den Ort.